# MiG-1
MiG-1 byl sovětský jednomístný jednomotorový stíhací letoun smíšené konstrukce, který patřil do nové generace moderních sovětských dolnoplošníků s kapalinou chlazeným motorem a zatahovacím podvozkem.

## Vývoj
Konstruktéři Mikojan a Gurevič, jejichž kariéra byla původně spjatá s Polikarpovem, do stroje včlenili mnoho ze zkušeností, které získali v této konstrukční kanceláři. Jako pohonnou jednotku zvolili kapalinou chlazený dvanáctiválcový vidlicový motor AM-35A, upravený z M-34NRG, který sliboval větší výkony s jednorychlostním kompresorem ve vyšších letových hladinách.
Sériové výrobě předcházely tři prototypy označené I-200. První (s. č. 01) byl nejprve testován v aerodynamickém tunelu v CAGI bez výzbroje nad motorem. Pozemní zkoušky zahájil v Chodynce se zkušebním pilotem Arkadijem Nikiforovičem Jekatovem 30. března 1940. První let proběhl 5. dubna 1940.
Zálet druhého I-200, určeného ke zkouškám výzbroje, byl proveden 9. května, třetí prototyp pro testy letových výkonů měl letovou premiéru 6. června 1940. Během zkoušek bylo zaznamenáno 112 nedostatků, mimo jiné přehřívání oleje a glykolu, požáry motorů, tuhé řízení a nedostatečný výhled z kokpitu.
Výroba však pod označením MiG-1 běžela již od prosince 1940, proto byla zahájena série urgentních modifikací, které měly vést k odstranění závad. Mezi nejdůležitější patřila montáž slotů na náběžnou hranu křídla pro zlepšení stability a zvětšení velikosti pneumatik. Další úpravou prošly zvětšené palivové nádrže a chladicí systém motoru, vše provedeno na třetím prototypu I-200 (s. č. 03).
Koncem roku 1940 byl do prototypu I-200 (s. č. 02) zabudován původně zamýšlený motor AM-37 a takto přebudovaný stroj byl 6. ledna 1941 zkušebním pilotem I. Žukovem zalétán. Motor však trpěl nad hladinou 4000 m značnými vibracemi. Po provedených úpravách v závodu č. 24 ve Frunze[zdroj⁠?!] byly 7. května obnoveny zkoušky, při nichž došlo za letu k poruše pohonné jednotky a letoun havaroval. Pilot I. T. Ivaščenko vyvázl bez zranění.

## Služba
Prvních 25 MiGů-1 obdržel 146. IAP pod vedením majora Orlova v Jevpatorii na Krymu, kde se hodnotily operační možnosti nového stroje. V únoru 1941 se přesunuly do vojenského učiliště v Kačinsku. Po přepadení SSSR nacistickým Německem se ukázalo, že sovětští piloti nejsou zcela připraveni na obsluhu těchto nových strojů, jejichž ovládání a chování se zcela odlišovalo od letadel starší generace. Piloti MiG-1 příliš nechválili, což korespondovalo s poznámkou na závěrečné zprávě z testů prototypů, že letoun nemůže být svěřen do rukou „jen tak někomu“. Letadel typu MiG-1 bylo vyrobeno přibližně 100 ks, poté se začal vyrábět vylepšený MiG-3.

## Specifikace
Údaje dle

### Technické údaje
- Délka: 8,155 m
- Rozpětí: 10,20 m
- Nosná plocha: 17,44 m²
- Prázdná hmotnost: 2 475 kg
- Maximální vzletová hmotnost: 2 968 kg
- Pohonná jednotka: 1 × dvanáctiválcový vidlicový motor Mikulin AM-35A
- Výkon pohonné jednotky: 1 007 kW

### Výkony
- Maximální rychlost: 651 km/h ve výšce 6990 m
- Dolet: 730 km
- Dostup: 12 000 m

### Výzbroj
- 1× kulomet UBS ráže 12,7 mm
- 2× kulomet ŠKAS ráže 7,62 mm
- 6× neřízené rakety RS-82 nebo až 500 kg bomb FAB ráže 50, nebo 100 kg